# Jack Doran
John Francis Doran MM (3 de enero de 1896 - 7 de enero de 1940) fue un futbolista profesional que jugó tres veces para la selección nacional de Irlanda. En el fútbol de clubes, marcó 46 goles en 90 partidos en la Football League jugando para Brighton & Hove Albion, Manchester City y Crewe Alexandra . También jugó en la Southern League para Pontypridd, Coventry City, Norwich City, Brighton & Hove Albion (antes de su admisión a la Football League) y Mid Rhondda United, en la Free State League para Shelbourne y Fordsons, y en la Midland League para Ciudad de Boston .

## Vida y carrera
Doran nació en Belfast en 1896. Su familia se trasladó a Inglaterra, y el joven Doran estaba en los libros de los clubes New Brompton y Pontypridd de la Liga Sur y en el club Newcastle Empire que no pertenece a la Liga antes de fichar por el Coventry City en mayo de 1914. Marcó dos goles en su única aparición con ese club en la Liga Sur antes de alistarse en el Ejército en septiembre. Doran pasó a servir en el Batallón 17 del Regimiento de Middlesex  – el llamado Batallón de Futbolistas – y fue condecorado con la Medalla Militar . 
Después de la guerra, Doran pasó brevemente como invitado por el Brentford y Newcastle United, antes de incorporarse al club Norwich City de la Liga Sur, bajo la dirección de su oficial al mando durante la guerra, el comandante Frank Buckley. En marzo de 1920, había marcado 18 goles para el Norwich, lo que ya era suficiente para convertirlo en el máximo goleador de la temporada, cuando Charlie Webb, gerente del antiguo club de Buckley, Brighton & Hove Albion, lo convenció de mudarse a la costa sur. En los diez partidos restantes, Doran marcó diez goles, un total que le dio el logro de ser el máximo goleador de dos clubes en la misma temporada. Al año siguiente, cuando Albion y los demás equipos de la Liga Sur fueron absorbidos por la nueva Tercera División de la Liga de Fútbol, Doran siguió marcando goles. Fue el máximo goleador del club, con 22 goles, y comenzó la temporada 1921-22 con 16 de los primeros 17 goles marcados por el equipo, incluidos dos hat-tricks y cinco goles en la derrota por 7-0 de Northampton. Tales goles atrajeron la atención de los clubes más grandes, y tras terminar la temporada como máximo goleador de Albion por tercera vez, fichó por el Manchester City de Primera División. 
Doran hizo solo tres apariciones con el Manchester City, anotando una vez, antes de que el club intentara convertirlo en medio central. Luego volvió a la Tercera División durante unos meses con el Crewe Alexandra. Siguieron breves períodos con Mid Rhondda United en la Liga del Sur. En 1924 se unió al club Shelbourne de la Free State League. Anotó el tercer gol cuando Shelbourne derrotó a Athlone Town 4-0 en la semifinal de la Copa del Estado Libre de 1925,  y apareció en el lado perdedor en la final. También jugó para Fordsons en la Free State League antes de terminar su carrera como jugador con Boston Town en la Midland League. Luego regresó a Irlanda, donde entrenó al Waterford United . 
Tras retirarse del fútbol, se convirtió en tabernero en el noreste de Inglaterra, y murió en Sunderland a causa de los efectos de la tuberculosis, a los 44 años. 